# مهرشاپور
مهرشاپور (پارسی میانه: Mihr-Šāpūr) یکی از نجیب‌زادگان شاهنشاهی ساسانی در سده پنجم میلادی در زمان حکومت یزدگرد یکم بود. او در سال ۴۱۰ میلادی هنگامی همراه با خسرو یزدگرد به نمایندگی شاهنشاه به شورای سلوکیه-تیسفون نسطوری‌ها فرستاده شد. مهرشاپور عضوی از خاندان ارگ‌بد بود.